# Układ pneumatyczny kości skroniowej

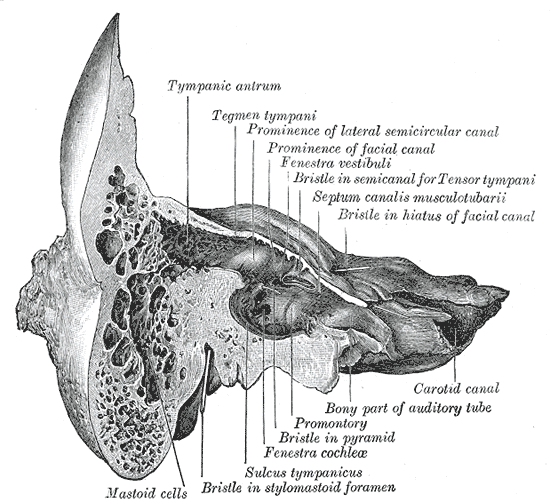
Przekrój czołowy kości skroniowej prawej – widok od przodu. Widoczne liczne komórki powietrzne wypełniające wyrostek sutkowy oraz łuskę kości skroniowej

Układ pneumatyczny kości skroniowej – system komórek powietrznych wypełniających wnętrze kości skroniowej, pochodzących z wpuklania się ścian jamy sutkowej oraz jamy bębenkowej. Rozwija się po urodzeniu i wykazuje dużą zmienność osobniczą. Komórki wzajemnie łączą się ze sobą i są podzielone na 5 stref, w których znajdują się odpowiednie grupy komórek.

## Podział
Zawiły system komórek powietrznych kości skroniowej został usystematyzowany i opisany przez otolaryngologów głównie dla potrzeb otochirurgii. Znajomość topografii poszczególnych komórek ma duże znaczenie w ocenie rozprzestrzeniania się procesów zapalnych ucha środkowego oraz chirurgii ucha i kości skroniowej. Pierwszy podział przestrzeni powietrznych kości skroniowej zaproponował w 1969 roku Allam. Anatomia topograficzna przestrzeni pneumatycznych kości skroniowej była też przedmiotem zainteresowań Schuknechta. Obecny podział wyróżnia 5 stref (obszarów) powietrznych kości skroniowej:
- obszar ucha środkowego – stanowi go jama bębenkowa. Dodatkowo wyróżniono w niej następujące przestrzenie:
  - część środkowa jamy bębenkowej (łac. mesotympanum) – w rzucie błony bębenkowej
  - część górna czyli zachyłek nadbębenkowy lub attyka (epitympanum)
  - część dolna czyli zachyłek podbębenkowy (hypotympanum)
  - część tylna (tympanum posterior)
  - część przednia (protympanum)
- obszar sutkowy – obejmuje obszar części sutkowej kości skroniowej. Wyróżniono w nim między innymi:
  - komórki pokrywkowe – które znajdują się na podstawie czaszki i oddzielają strop jamy bębenkowej od jamy czaszki
  - komórki progowe pod progiem jamy sutkowej
  - komórki zatwarzowe – znajdują się przyśrodkowo od odcinka zstępującego nerwu twarzowego
  - komórki okołozatokowe – otaczające zatokę esowatą
  - komórki kąta zatokowo-oponowego – komórki znajdujące się w kącie Citelliego
  - komórki szczytu wyrostka przyśrodkowe
  - komórki szczytu wyrostka boczne
  - komórki dwubrzuścowe – w okolicy przyczepu sutkowego mięśnia dwubrzuścowego

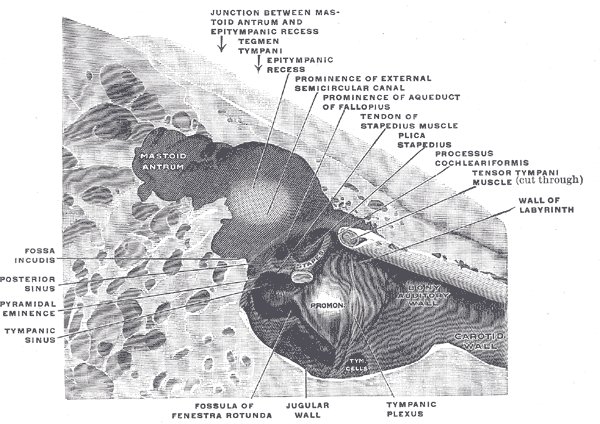
Przekrój prawej kości skroniowej – widok od strony przyśrodkowej. Komórki powietrzne otaczają od tyłu, dołu, a także częściowo od góry jamę bębenkową oraz jamę sutkową

- obszar okołobłędnikowy odpowiada obszarowi masywu kostnego błędnika kostnego. Znajdują się w nim 2 grupy komórek:
  - komórki nadbłędnikowe
  - komórki podbłędnikowe
- obszar szczytu piramidy – odpowiada obszarowi części skalistej kości skroniowej. Można w nim wyróżnić:
  - komórki okołotrąbkowe – towarzyszą trąbce słuchowej
  - komórki szczytowe – to spneumatyzowana część szczytu piramidy kości skroniowej
- obszar dodatkowy
  - komórki jarzmowe
  - komórki potyliczne

Dodatkowo poszczególne grupy komórek oprócz zgrupowania w 5 obszarów anatomicznych podzielone są na tzw. szlaki komórkowe. Podział na szlaki wiąże się z obserwacją, że poszczególne grupy komórek układają się w łańcuchy, których przebieg można prześledzić podczas frezowania kości skroniowej. Najważniejszym szlakiem komórkowym jest główny szlak komórek sutkowych.

## Rozwój
Czynniki zapoczątkowujące proces pneumatyzacji nie został dokładnie poznany. Wiadomo, że o jego rozległości decydują czynniki dziedziczne. Duże znaczenie ma także rozmiar czaszki. Wpływ prawidłowej funkcji trąbki Eustachiusza na stopień upowietrznienia kości skroniowej pozostaje przedmiotem dyskusji.
Obszar ucha środkowego rozwija się już w trakcie ciąży. Komórki sutkowe rozwijają się po urodzeniu. Pierwszy etap pneumatyzacji następuje do 2 roku życia, a drugi kończy się w okresie dojrzewania płciowego.
Niekiedy proces pneumatyzacji może być bardzo rozległy, a komórki mogą wypełniać nie tylko wnętrze kości skroniowej, ale także okoliczne kości,.

## Znaczenie
Znaczenie upowietrznienia kości skroniowej nie jest dokładnie ustalone. Jedna z teorii głosi iż system powietrzny kości skroniowej stanowi zbiornik wyrównawczy, który zapobiega wahaniom ciśnienia w uchu środkowym. Układ ten tym samym zabezpiecza w pewnym stopniu błonę bębenkową i ucho środkowe przed urazem ciśnieniowym.